# El eclipse, segunda parte
"El eclipse, segunda parte" es el undécimo episodio de la serie de televisión estadounidense Héroes, de la cadena NBC.

## Trama por personajes
- Daphne Millbrook le revela a Matt Parkman que su enfermedad la mantuvo en silla de ruedas hasta que, en el último eclipse, se manifestó su habilidad para correr a un velocidad sobrehumana. Tras esto, Daphne le pide que se marche, momento en el que llega el señor Millbrooks. Mientras tanto, en la tienda de cómics, Hiro ve a través de todos los de «La 9 ª Maravilla!» cuestiones en un intento de recuperar su memoria. Al encontrar los más desagradables acontecimientos -la lucha contra Sylar, la muerte de su padre, etc.-, corre a esconderse en el cuarto del baño no queriendo «crecer».

- Claire Bennet es trasladada de urgencia al hospital herida de bala y con una seria infección. La situación se torna grave, un síntoma de haber tenido poderes mantiene su sistema inmunológico a partir de la adquisición de anticuerpos lo que parece como si hubiera tenido la herida de bala por mucho más tiempo. Preocupado con la venganza de Elle y Sylar, Noah Bennet deja a su esposa para tratar con el personal del hospital y la policía. Al mismo tiempo, Claire fallece en el hospital de un shock séptico, y el dolido Noah le corta la garganta a Sylar.

- En Haití Peter y el haitiano liberan a Nathan Petrelli y a las dos chicas secuestradas. El eclipse termina y todos recuperan sus poderes, lo que Nathan aprovecha para utilizar su poder de volar, arrojando a Baron Samedi hacia un auto, pero este sobrevive. El haitiano limpia, aparentemente, la mente de su hermano por completo. La experiencia impulsa a Nathan a ver el sentido, en el plan de su padre, argumentando que un mayor número de personas le pondrían un fin a los poderes que crearían un genocidio. En el hospital, los poderes de Claire regresan y sana de sus heridas y escapa de la muerte.

- Mohinder, ha logrado eliminar a su guardia (Flint), y va al apartamento de Maya y llama a su puerta, pero como todo el mundo, sus poderes han regresado junto con su piel escamosa. Antes de que Maya tenga la oportunidad de abrir la puerta y ver, Mohinder escapa y vuelve a Pinehearst.

- Sam (Seth Green), utilizando como traductor a Ando, da un discurso inspirador a Hiro que restaura su confianza y voluntad de continuar. Mientras tanto, Frack (Breckin Meyer), se encuentra una pista en una sección anterior de lo que Hiro necesita hacer. Él cree que Hiro necesita ir por Claire y viajar 16 años en el pasado, al momento en que Kaito Nakamura entrega a Noah a la bebé Claire (una escena vista por primera vez como uno de los recuerdos Noah Bennet en "Company Man"). Hiro puede ser capaz de recuperar sus recuerdos allí. Teniendo esta cuestión y la utilización de una imagen a partir de la edición # 31, se teletransporta lejos para encontrar a Claire.

- Matt regresa con Daphne a la finca después de enterarse de que sus poderes regresaron. Él la convence para que se reconcilie con su padre, a quien había abandonado cuando obtuvo sus poderes. Juntos van a la tienda de cómics, preguntándose qué hacer, pero han llegado al final de la última edición, ya que el autor del cómic está muerto y no se puede esperar más. Sam recuerda una historia que él escuchó, que existe una historia intacta de un «9 Maravillas» no publicado, un libro de bocetos de Isaac Méndez, que el artista le dio a un fanático de los cómics el día en que murió. Si Matt, Daphne y Ando se encuentran con el mensajero, ellos encontrarán la última historia.

- Sylar y Elle se encuentran en la playa después de la teletransportación, y este decide que tratar de cambiar es inútil por lo que retorna a su peculiar forma de asesinar y comienza por cortar el cráneo de Elle.
- Hiro logra la teletransportarse con Claire 16 años en el pasado. En donde son testigos de su primer encuentro hace mucho tiempo.[1][2]